# 23990 Springsteen
23990 Springsteen è un asteroide della fascia principale. Scoperto nel 1999, presenta un'orbita caratterizzata da un semiasse maggiore pari a 2,1973376 UA e da un'eccentricità di 0,0580255, inclinata di 2,56497° rispetto all'eclittica.
Dal 5 luglio al 4 agosto 2001, quando 25625 Verdenet ricevette la denominazione ufficiale, è stato l'asteroide denominato con il più alto numero ordinale. Prima della sua denominazione, il primato era di 22978 Nyrola.
L'asteroide è dedicato al cantante rock statunitense Bruce Springsteen. La proposta era stata avanzata da Ian P. Griffin che il 4 settembre del 1999 osservò l'asteroide dall'osservatorio di Auckland mentre stava ascoldando l'album The Ghost of Tom Joad.